# Мегабайт
Мегаба́йт (сокр. Мбайт или Мб; международное сокр.: Mbyte, MB) — единица измерения количества цифровой информации; может обозначать 106 (1 000 000) или 220 (1 048 576) байт.
Международная система единиц рекомендует использовать приставку «мега-» только для обозначения 106. Для обозначения 220 байт принято наименование «мебибайт». В то же время существует исторически сложившаяся практика, когда термин используется для обозначения 220 байт.

## История

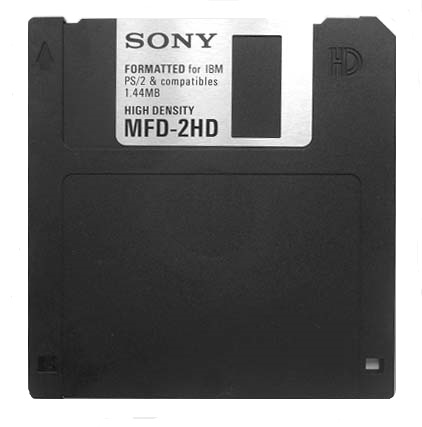
3,5-дюймовая дискета в 1,44 Мб

Однажды специалисты по информатике заметили, что величина 210 (1024) очень близка к 1000, и для обозначения объёма данных в 1024 байт стали использовать префикс международной системы единиц СИ «кило-». Этот подход хорошо работал в течение одного-двух десятилетий, так как каждый, кто говорил о килобайте, имел в виду 1024 байт, но со временем к компьютерам приобщились много новых пользователей, не являющиеся профессионалами в этой сфере, и по их представлениям приставка кило- означает 1000 (поскольку может возникать ассоциация с тем, что в одном километре 1000 метров).
Со временем хранение гигабайт (1024 мегабайта) и терабайт (1024 гигабайта) данных стало обычным делом, и по ряду практических соображений десятичную арифметику стали использовать чаще. Как следствие, люди перестали понимать, что подразумевается под словом "мегабайт". Так, производители оперативной памяти обычно рассматривали мегабайт как 220, а производители внешних накопителей (например, жёстких дисков), как правило, считали, что мегабайт эквивалентен 106 байтам. Скорость передачи информации Мбайт/с во время проектирования локальных сетей принималась за 220 байт/с, в то время как в телекоммуникационных системах та же величина считалась как 106 байт/с. Более того, появилась третья интерпретация мегабайта как 1 024 000, например, для обозначения формата 1,44 дискет. Таким образом, проблема путаницы стала реальной.
Учитывая эти особенности происходящего, комитет Международной электротехнической комиссии (МЭК) принял решение, что приставка «мега-» должна использоваться в традиционном и всем известном смысле (106), за исключением случаев, когда двоичная размерность мегабайта указана явно. Первая версия документа МЭК была опубликована в 1998 году, вторая редакция вышла в 2000 году. Позднее подобное решение отразилось и в Международной системе единиц. Так, в документе «Брошюра СИ» имеется рекомендация использовать наименование «мегабайт» для обозначения величины 106 байт, а для величины 220 байт применять наименование «мебибайт».
Исторически в ряде сфер обозначение мегабайта в качестве 220 осталось в практике. Так, оно может проявляться в отдельном программном обеспечении (например, в операционных системах семейства Windows) и присутствует в стандарте 1999 года JEDEC 100B.01.
Согласно российскому «Положению о единицах величин» 2009 года термин «мегабайт» употребляется в значении 220 байт, сама же приставка пишется с большой буквы. При этом допускается применение международного обозначения с приставкой «M» (MB, Mbyte), рекомендованного Международным стандартом МЭК 60027-2.
Однако с октября 2016 года в России действует национальный стандарт ГОСТ IEC 60027-2-2015 «Обозначения буквенные, применяемые в электротехнике. Часть 2. Электросвязь и электроника», идентичный международному стандарту IEС 60027-2:2005. Согласно ему, для 220 байт следует использовать наименование не «мегабайт», а «мебибайт» (МиБ).
На сегодняшний день некоторые программы, которые имеют возможность работы с файлами, имеют настройку отображения размера файла (1 мегабайт = 1024 килобайта или 1 мегабайт = 1000 килобайт).